# Formuła 1 Sezon 1964
Sezon 1964 Formuły 1 – 15. sezon Mistrzostw Świat Formuły 1. Rozpoczął się 10 maja 1964 roku w Monte Carlo, a zakończył 25 października w mieście Meksyk.

## Przebieg
Mistrzem został John Surtees, lecz to kto zdobędzie mistrzostwo rozegrało się dopiero 27 października w Meksyku. Przed wyścigiem szanse na tytuł zachowywało trzech Brytyjczyków, a sytuacja przedstawiała się następująco:
| 1. | Graham Hill  | 39 pkt |
| 2. | John Surtees | 34 pkt |
| 3. | Jim Clark    | 30 pkt |

Pierwszy z rywalizacji wypadł lider klasyfikacji Graham Hill. Były mistrz świata zaliczył kolizję z kierowcą Ferrari – Włochem Lorenzo Bandinim, za sprawą tej kolizji Hill spadł na koniec stawki. Na ostatnim okrążeniu awaria silnika dopadła wciąż jeszcze aktualnego mistrza – Jima Clarka, który ostatecznie został sklasyfikowany na 5. miejscu. Sprawca kolizji z Hillem natomiast po raz kolejny dał o sobie znać gdy znajdując się na drugim miejscu w wyścigu dał się wyprzedzić koledze z zespołu, aktualnemu wiceliderowi klasyfikacji – Johnowi Surteesowi, któremu 6 punktów za drugie miejsce dało mistrzostwo świata. Po tym sezonie w wieku 47 lat swoją karierę zakończył Francuz Maurice Trintignant, który w F1 uczestniczył nieprzerwanie przez 15 sezonów. Słaby debiut w gronie F1 zaliczył zespół Hondy, której barwy trzykrotnie reprezentował Ronnie Bucknum, żadnego z trzech wyścigów nie ukończył.

## Eliminacje
| Runda | Nazwa                           | Tor                          | Data            | Pole position | Najszybsze okr. | Zwycięzca       | Stajnia        | Opony | Wyniki |
| ----- | ------------------------------- | ---------------------------- | --------------- | ------------- | --------------- | --------------- | -------------- | ----- | ------ |
| 1     | Grand Prix Monako               | Circuit de Monaco            | 10 maja         | Jim Clark     | Graham Hill     | Graham Hill     | BRM            | D     | wyniki |
| 2     | Grand Prix Holandii             | Circuit Park Zandvoort       | 24 maja         | Dan Gurney    | Jim Clark       | Jim Clark       | Lotus-Climax   | D     | wyniki |
| 3     | Grand Prix Belgii               | Circuit de Spa-Francorchamps | 14 czerwca      | Dan Gurney    | Dan Gurney      | Jim Clark       | Lotus-Climax   | D     | wyniki |
| 4     | Grand Prix Francji              | Rouen-Les-Essarts            | 28 czerwca      | Jim Clark     | Jack Brabham    | Dan Gurney      | Brabham-Climax | D     | wyniki |
| 5     | Grand Prix Wielkiej Brytanii    | Brands Hatch                 | 11 lipca        | Jim Clark     | Jim Clark       | Jim Clark       | Lotus-Climax   | D     | wyniki |
| 6     | Grand Prix Niemiec              | Nürburgring                  | 2 sierpnia      | John Surtees  | John Surtees    | John Surtees    | Ferrari        | D     | wyniki |
| 7     | Grand Prix Austrii              | Zeltweg                      | 23 sierpnia     | Graham Hill   | Dan Gurney      | Lorenzo Bandini | Ferrari        | D     | wyniki |
| 8     | Grand Prix Włoch                | Autodromo Nazionale di Monza | 6 września      | John Surtees  | John Surtees    | John Surtees    | Ferrari        | D     | wyniki |
| 9     | Grand Prix Stanów Zjednoczonych | Watkins Glen International   | 4 października  | Jim Clark     | Jim Clark       | Graham Hill     | BRM            | D     | wyniki |
| 10    | Grand Prix Meksyku              | Autódromo Hermanos Rodríguez | 25 października | Jim Clark     | Jim Clark       | Dan Gurney      | Brabham-Climax | D     | wyniki |

## Klasyfikacja kierowców
| Legenda oznaczeń w tabelach wyników Wyświetl szablon na nowej stronie | Legenda oznaczeń w tabelach wyników Wyświetl szablon na nowej stronie                                                                     |
| Oznaczenie                                                            | Wyjaśnienie |
| --------------------------------------------------------------------- | --- |
| Złoty                                                                 | Zwycięzca lub mistrzostwo |
| Srebrny                                                               | 2. miejsce lub wicemistrzostwo |
| Brązowy                                                               | 3. miejsce lub II wicemistrzostwo |
| Zielony                                                               | Ukończył, punktował (w klasyfikacji generalnej, gdy zdobył co najmniej jeden punkt na przestrzeni sezonu, poza trzema powyższymi opcjami) |
| Niebieski                                                             | Ukończył, nie punktował (w klasyfikacji generalnej, gdy nie zdobył co najmniej jednego punktu na przestrzeni sezonu)                      |
| Czerwony                                                              | Nie zakwalifikował się (NZ) |
| Czerwony                                                              | Nie prekwalifikował się (NPK) |
| Różowy                                                                | Nie ukończył (NU) |
| Różowy                                                                | Niesklasyfikowany (NS) (w klasyfikacji generalnej, gdy nie został sklasyfikowany w żadnym wyścigu sezonu)                                 |
| Czarny                                                                | Zdyskwalifikowany (DK) |
| Czarny                                                                | Wykluczony (WYK/EX) |
| Biały                                                                 | Nie wystartował (NW) |
| Biały                                                                 | Kontuzjowany (K/INJ) |
| Biały                                                                 | Wyścig odwołany (OD/C) |
| Bez koloru                                                            | Został wycofany (WYC/WD) |
| Bez koloru                                                            | Nie przybył (NP/DNA) |
| Bez koloru                                                            | Nie brał udziału w treningach (NT/DNP) |
| Bez koloru                                                            | Nie został zgłoszony (–) |
| Pogrubienie                                                           | Start z pole position |
| Kursywa                                                               | Najszybsze okrążenie wyścigu |
| †                                                                     | Nie ukończył, ale jego rezultat został zaliczony ze względu na przejechanie więcej niż 90% dystansu wyścigu.                              |
| *                                                                     | Sezon w trakcie |
| 1/2/3                                                                 | Punktowana pozycja w sprincie kwalifikacyjnym                                                                                             |
| Lista systemów punktacji Formuły 1                                    | |

Punktacja:

Wyścig: 9-6-4-3-2-1 (sześć pierwszych pozycji)

Do klasyfikacji zaliczano 6 najlepszych wyników. W nawiasach podano łączną liczbę punktów.
| Poz. | Kierowca                | MCO | NED | BEL  | FRA | GBR | DEU | AUT | ITA | USA | MEX | Pkt.    |
| ---- | ----------------------- | --- | --- | ---- | --- | --- | --- | --- | --- | --- | --- | ------- |
| 1    | John Surtees            | NU  | 2   | NU   | NU  | 3   | 1   | NU  | 1   | 2   | 2   | 40      |
| 2    | Graham Hill             | 1   | 4   | (5†) | 2   | 2   | 2   | NU  | NU  | 1   | 11  | 39 (41) |
| 3    | Jim Clark               | 4†  | 1   | 1    | NU  | 1   | NU  | NU  | NU  | 7‡  | 5†  | 32      |
| 4    | Lorenzo Bandini         | 10† | NU  | NU   | 9   | 5   | 3   | 1   | 3   | NU  | 3   | 23      |
| 5    | Richie Ginther          | 2   | 11  | 4    | 5   | 8   | 7   | 2   | 4   | 4   | 8   | 23      |
| 6    | Dan Gurney              | NU  | NU  | 6†   | 1   | 13  | 10  | NU  | 10  | NU  | 1   | 19      |
| 7    | Bruce McLaren           | NU  | 7   | 2    | 6   | NU  | NU  | NU  | 2   | NU  | 7   | 13      |
| 8    | Jack Brabham            | NU  | NU  | 3    | 3   | 4   | 12† | 9   | 14† | NU  | NU  | 11      |
| =    | Peter Arundell          | 3   | 3   | 9†   | 4   | K   | –   | –   | –   | –   | –   | 11      |
| 10   | Jo Siffert              | 8   | 13  | NU   | NU  | 11  | 4   | NU  | 7   | 3   | NU  | 7       |
| 11   | Bob Anderson            | 7†  | 6   | NW   | 12  | 7   | NU  | 3   | 11  | –   | –   | 5       |
| 12   | Mike Spence             | –   | –   | –    | –   | 9   | 8   | NU  | 6   | 7‡  | 4   | 4       |
| =    | Tony Maggs              | WD  | NW  | NW   | –   | NU  | 6   | 4   | WD  | –   | –   | 4       |
| 14   | Innes Ireland           | NW  | –   | 10   | NU  | 10  | NP  | 5   | 5   | NU  | 12  | 4       |
| 15   | Jo Bonnier              | 5   | 9   | NU   | –   | NU  | NU  | 6   | 12  | NU  | NU  | 3       |
| 16   | Chris Amon              | NZ  | 5   | NU   | 10  | NU  | 11† | NU  | WD  | NU  | NU  | 2       |
| =    | Maurice Trintignant     | NU  | –   | WD   | 11  | NZ  | 5†  | NP  | NU  | –   | –   | 2       |
| =    | Walt Hansgen            | –   | –   | –    | –   | –   | –   | –   | –   | 5   | –   | 2       |
| 19   | Phil Hill               | 9†  | 8   | NU   | 7   | 6   | NU  | NU  | –   | NU  | 9†  | 1       |
| =    | Trevor Taylor           | NU  | –   | 7    | NU  | NU  | NP  | NU  | NZ  | 6   | NU  | 1       |
| =    | Mike Hailwood           | 6   | 12† | WD   | 8   | NU  | NU  | 8   | NU  | 8†  | NU  | 1       |
| =    | Pedro Rodríguez         | –   | –   | –    | –   | –   | –   | –   | –   | –   | 6   | 1       |
| –    | Giancarlo Baghetti      | WD  | 10  | 8    | –   | 12  | NU  | 7   | 8   | –   | –   | 0       |
| –    | Gerhard Mitter          | –   | –   | –    | –   | –   | 9   | –   | –   | –   | –   | 0       |
| –    | Ludovico Scarfiotti     | –   | –   | –    | –   | –   | –   | –   | 9   | –   | –   | 0       |
| –    | Moisés Solana           | –   | –   | –    | –   | –   | –   | –   | –   | –   | 10  | 0       |
| –    | Peter Revson            | NZ  | –   | DK   | NW  | NU  | 14† | –   | 13  | –   | –   | 0       |
| –    | Ronnie Bucknum          | –   | –   | WD   | –   | –   | 13† | –   | NU  | NU  | –   | 0       |
| –    | Hap Sharp               | –   | –   | –    | –   | –   | –   | –   | –   | NU  | 13  | 0       |
| –    | John Taylor             | –   | –   | –    | –   | 14  | –   | –   | NP  | –   | –   | 0       |
| –    | Carel Godin de Beaufort | –   | NU  | –    | –   | –   | NZ  | –   | –   | –   | –   | 0       |
| –    | André Pilette           | WD  | –   | NU   | –   | –   | NZ  | –   | NP  | –   | –   | 0       |
| –    | Ian Raby                | –   | –   | –    | –   | NU  | –   | –   | NZ  | –   | –   | 0       |
| –    | Frank Gardner           | –   | –   | –    | –   | NU  | –   | –   | –   | –   | –   | 0       |
| –    | Edgar Barth             | –   | –   | –    | –   | –   | NU  | –   | –   | –   | –   | 0       |
| –    | Jochen Rindt            | –   | –   | –    | –   | –   | NP  | NU  | –   | –   | –   | 0       |
| –    | Mário de Araújo Cabral  | –   | –   | –    | –   | –   | –   | –   | NU  | –   | –   | 0       |
| –    | Bernard Collomb         | NZ  | –   | –    | –   | –   | –   | –   | –   | –   | –   | 0       |
| –    | John Love               | –   | –   | –    | –   | –   | –   | –   | NZ  | –   | –   | 0       |
| –    | Giacomo Russo           | –   | –   | –    | –   | –   | –   | –   | NZ  | –   | –   | 0       |
| –    | Richard Attwood         | –   | –   | –    | –   | NW  | WD  | –   | –   | –   | –   | 0       |
| –    | Jean-Claude Rudaz       | –   | –   | –    | –   | –   | –   | –   | NW  | –   | –   | 0       |

‡ – Bolid współdzielony.

## Klasyfikacja konstruktorów
Punktacja:

Wyścig: 9-6-4-3-2-1 (sześć pierwszych pozycji)

Do klasyfikacji zaliczano 6 najlepszych wyników

Tylko jeden, najwyżej uplasowany kierowca danego konstruktora, zdobywał dla niego punkty
| Poz. | Konstruktor            | MON | NED | BEL | FRA | GBR | GER | AUT | ITA | USA | MEX | Pkt.    |
| ---- | ---------------------- | --- | --- | --- | --- | --- | --- | --- | --- | --- | --- | ------- |
| 1    | Ferrari                | 10  | 2   | NU  | 9   | (3) | 1   | 1   | 1   | 2   | 2   | 45 (49) |
| 2    | BRM                    | 1   | (4) | (4) | 2   | 2   | 2   | 2   | (4) | 1   | 8   | 42 (51) |
| 3    | Lotus-Climax           | 3   | 1   | 1   | 4   | 1   | 8   | NU  | (6) | (5) | 4   | 37 (40) |
| 4    | Brabham-Climax         | 7   | 6   | 3   | 1   | 4   | 10  | 3   | 10  | NU  | 1   | 30      |
| 5    | Cooper-Climax          | 5   | 7   | 2   | 6   | 6   | NU  | NU  | 2   | NU  | 7   | 16      |
| 6    | Brabham-BRM            |     | 9   |     | NU  | 11  | 4   | NU  | 7   | 3   | 13  | 7       |
| 7    | BRP-BRM                | NU  |     | 7   | NU  | 10  |     | 5   | 5   | 6   | 12  | 5       |
| 8    | Lotus-BRM              | 6   | 5   | NU  | 8   | NU  | 11  | 8   | 13  | 8   | NU  | 3       |
| –    | Honda                  |     |     |     |     |     | 13  |     | NU  | NU  |     | 0       |
| –    | Scirocco-Climax        | WD  |     | NU  |     |     | NZ  |     |     |     |     | 0       |
| –    | Porsche                |     | NU  |     |     |     | NW  |     |     |     |     | 0       |
| –    | Brabham-Ford           |     |     |     |     | NU  |     |     |     |     |     | 0       |
| –    | Derrington-Francis-ATS |     |     |     |     |     |     |     | NU  |     |     | 0       |
| Poz. | Konstruktor            | MON | NED | BEL | FRA | GBR | GER | AUT | ITA | USA | MEX | Pkt.    |